# Manfred Riha

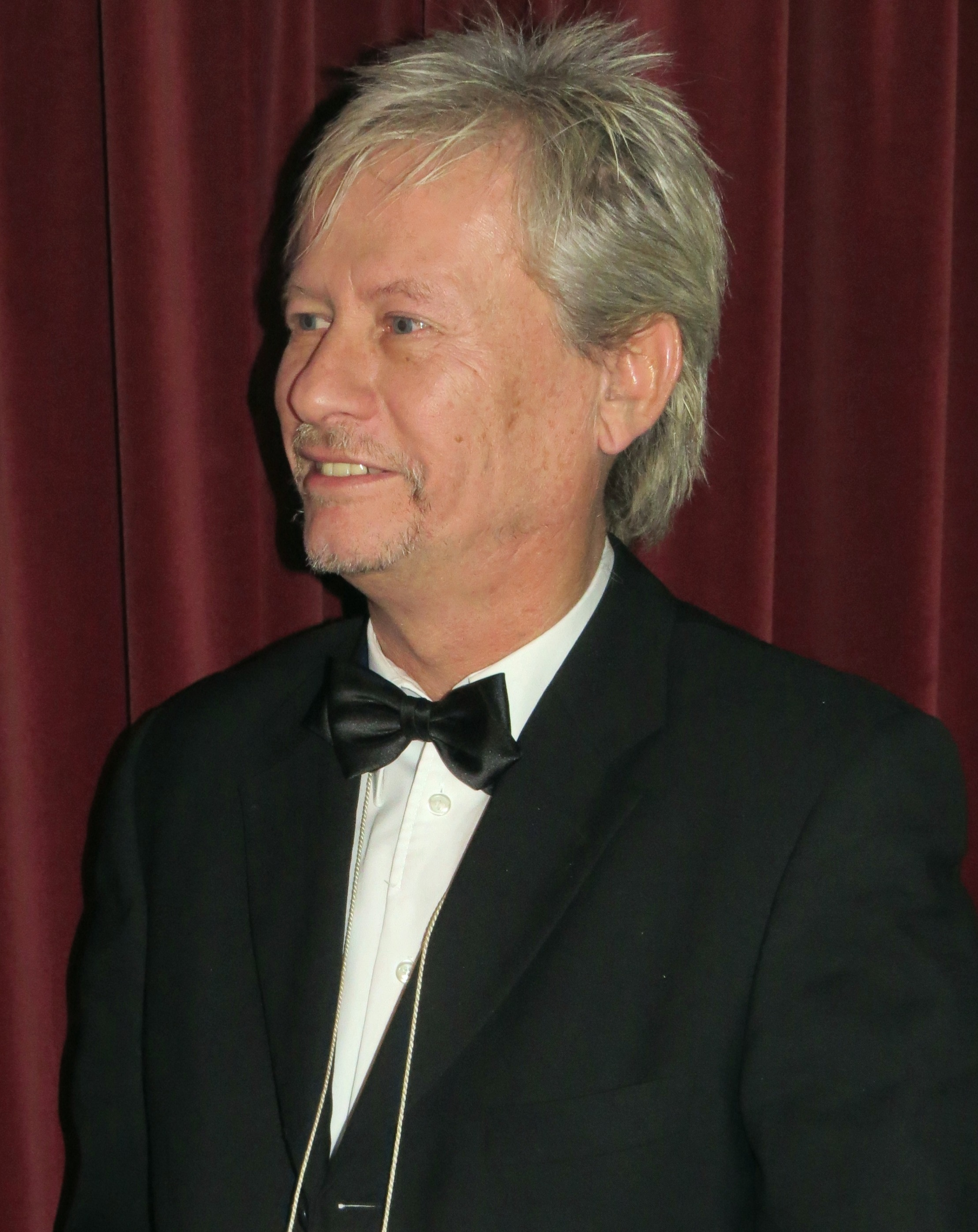
Manfred Riha (2016)

Manfred Riha (* 20. Juni 1956 in Wien) ist ein österreichischer Journalist, Radiomoderator und DJ.

## Leben
Manfred Rihas Vater war der Journalist, Kabarettist und Schriftsteller Fritz Riha (1921–2016). Die ersten Lebensjahre verbrachte er mit seinen Eltern auf ausgedehnten Tourneereisen mit dem Kabarett „Wiener Werkel“ in Österreich, Deutschland und der Schweiz. Erst zu seinem Schuleintritt 1962 wurde die Familie in Wien sesshaft. Seit 1981 war Manfred Riha Mitarbeiter des ARBÖ-Informationsdienstes und seit 1986 freier Journalist im ARBÖ-Klubjournal „Freie Fahrt“. Im Jahr 2011 wurde er Geschäftsführer des Camping- und Caravaningclub Austria (CCA), einem Partnerclub des ARBÖ.
Seit 1994 lebt Manfred Riha mit Frau und Tochter in Wien-Donaustadt.

## Radiomoderator
Im Jahr 1977 begann Manfred Riha seine Rundfunkkarriere beim Österreichischen Rundfunk in Serien wie dem „Radio Wien Familienmagazin“, dem „Beschwerdebriefkasten“, „Stichwort Wien“ und „Autofahrer unterwegs“. Ab 1986 arbeitete Riha erstmals als Moderator bei den Radio-Stationen „Radio Lignano International“ (eingestellt 1999), seit 1990 bei „Radio CD International“ in Bratislava (in deutscher Sprache für Ostösterreich, da damals in Österreich Privatsender noch verboten waren – dann von 1993 bis 1996 in der Lugner-City stationiert), „Radio RPN“ (1999–2000), ein Jahr bei „Radio 88.6“ und schließlich ab 2001 bei „Radio Arabella“. Als „Mr. Music“ moderierte er den „Arabella-Hitnachmittag“, die Sendung „Alle gegen Riha“ und führte als DJ und Moderator durch die Oldieparty in der Wiener Stadthalle, Donauinselfest, Tanz-Veranstaltungen und Präsentationen. Seine vorerst letzte Radio-Sendung moderierte er am 17. Dezember 2010 auf Radio Arabella. Seit Mai 2015 ist Manfred Riha Programmchef und Moderator der Sendungen "Ab ins Wochenende" und "Zu Gast bei Riha" beim ARBÖ Verkehrsradio, zu hören auf DAB+, im Internet und in der ARBÖ App.